# Godamchaur
Godamchaur (nep. गोदामचौर) – gaun wikas samiti w środkowej części Nepalu w strefie Bagmati w dystrykcie Lalitpur. Według nepalskiego spisu powszechnego z 2001 roku liczył on 849 gospodarstw domowych i 4459 mieszkańców (2290 kobiet i 2169 mężczyzn).